# السفن (حائل)
قرية السفن هي منطقة أثرية في حائل تبعد عنها حوالي 53 كيلو متراً إلى الشمال الغربي، وتوجد في جبالها رسوم وكتابات ثمودية ومقابر وحجارة ضخمة مستديرة، وبه آثار عبارة عن أحواض وقنوات مائية. يحتوي الموقع الأثري على قصر السفن وأهم آثاره أحواض وقنوات مائية قديمة شيدت لتصريف مياه الوادي وسقي المزارع ويستدل من نقوش جبل أجا أن الموقع يعود تاريخه لـ 2500 قبل الميلاد.

## التسمية
تعود تسمية "السفن" إلى سفانة بنت حاتم الطائي حيث تعتبر أرض أثرية قديمة سكن بها عدة أقوام.